# وزغ آسیایی
وزغ آسیایی یا وزغ جزیره چوسان (نام علمی: Bufo gargarizans) گونه‌ای از وزغ بومی شرق آسیا است. این گونه در گذشته به عنوان Bufo bufo gargarizans طبقه‌بندی می‌شد که زیرگونه‌ای از وزغ معمولی است.
وزغ آسیایی از جنگل‌های انبوه پرهیز می‌کند، اما در بیشتر زیستگاه‌های دیگر، از جمله علفزارها، جنگل‌های باز، مراتع و مناطق زیر کشت یافت می‌شود. مناطق نمناک را ترجیح می‌دهد و به ندرت در ارتفاعات بیش از ۸۰۰ متر یافت می‌شود.